# Finnegan (film)
Finnegan è un cortometraggio muto del 1913. Il nome del regista non viene riportato nei credit del film che, prodotto dalla Essanay Film Manufacturing Company, aveva come interprete Ruth Hennessy.

## Trama
Stanco di essere tartassato dalla moglie, Patrick Finnegan lascia il paese e va a New York, dove trova un lavoro nella polizia. Per pagarsi l'affitto, dato che indossa la divisa, impegna i suoi vecchi vestiti. In città, nel frattempo, dopo aver questionato con la moglie, è arrivato anche il diacono Sweet, compaesano di Finnegan, il quale, smessi gli abiti da ministro del culto (che va a impegnare), al banco dei pegni trova e compera quelli, civili, di Patrick. Qualche giorno più tardi, l'agente Finnegan arresta Sweet. La signora Finnegan, arrivata alla stazione di polizia, scambia Sweet per suo marito, provocando una scenata. Giunge pure la signora Sweet, che, gelosa, dà in escandescenze con quella che crede una rivale. Scoppia una rissa. Ma tutto finisce per il meglio quando arriva il vero Finnegan che entra e abbraccia sua moglie.

## Produzione
Il film fu prodotto dalla Essanay Film Manufacturing Company.

## Distribuzione
Distribuito dalla General Film Company, il film - un cortometraggio di una bobina - uscì nelle sale cinematografiche statunitensi il 19 marzo 1913.